# Franc Hül
Franc (Ferenc) Hüll, slovenski rimskokatoliški duhovnik, dekan Slovenske okrogline (danes Prekmurje in Porabje) na Ogrskem, zgodovinopisec. * 28. avgust, 1800, Tišina; † 28. oktober, 1880, Murska Sobota.
Hüll se je rodil kot otrok uglednega častnika Imreta (Emerika) Hülla in Kristine pl. Hemeczperger, ki je bila plemiškega rodu. Kristina je bila hčerka Frančiške pl. Horvath in Janeza pl. Hemeczperger-ja, uglednega upravnika murskosoboškega gospostva, ki je leta 1741 od Marije Terezije prejel plemiško listino in grb. Imre Hüll je v matični knjigi naveden kot Perillustris Dominus (presvetli gospod), ni pa povsem jasno ali je bil plemič. Krstna botra sta bila tišinski duhovnik Ferenc Xaver Czipott in Julijana Monek. Francov stari oče Perillustris Dominus Georgius Hüll (poročen z Katarino pl. Stuiber) je bil tridesetničar oz. carinski uradnik (to službo so po navadi opravljali lokalni plemiči ali tujci). 
Filozofijo je študiral kot mali seminarist, končal jo je 1822, ampak še ni bil dovolj star, da bi ga lahko posvetili. Do leta 1824 je živel v Vespremu (Veszprém), kjer je bil vzgojitelj Györgya Bezerédja, svaka madžarskega pesnika, Sándora Kisfaludyja. Končno so ga posvetili na duhovništvo leta 11. marca 1824.
V Murski Soboti je bil kaplan dve leti. 8. decembra 1826 so ga imenovali za župnika poljedelskega trga in to funkcijo je opravljal do smrti.
Od leta 1838 je bil namestnik Adolfa Augustitša, dekana Slovenske okrogline. Od leta 1840 je bil že dekan dekanije, ampak po Augustitšu je bila Slovenska okroglina v pokrajini le še simbolična, zato je bil Hül v večji meri soboški dekan kakor pa dekan Slovenske okrogline. 1849 so ga imenovali za kanonika in vatikanskega prisednika. Franc Jožef I. mu je leta 1872 dal naziv provosta Szepesa-Langecka in sombotelski škof ga je slovesno umestil 17. julija.
Napisal je zgodovino soboške župnije v latinskem jeziku. Grob ima v soboškem pokopališču. 

## Delo
- Historia Parochiae Murai Szombatiensis (Zgodovina murskosoboške parohije)